# Pseudobarbus burgi
Pseudobarbus burgi là một loài cá vây tia trong họ Cyprinidae. Loài P. burchelli, loài điển hình của chi Pseudobarbus, là loài có quan hệ gần. Loài cá P. burgi này là tetraploid.
Đây là loài đặc hữu tỉnh Western Cape của Nam Phi, nơi nó sinh sống ở thượng lưu sông Berg và các chi lưu của nó là Boesmans, Goedverwacht, Hugo, Krom, Leeu và sông Wemmers. Similar fishes in the Verlorenvlei have turned out to belong to a distinct species, which is undescribed as of 2007. Formerly a population of either species was also được tìm thấy ở the Eerste River.

## Cước chú
1. ↑  de Graaf et al. (2007), Impson & Swartz (2007)
2. ↑  Impson & Swartz (2007)